# 鯉魚門天后廟
22°17′11″N 114°14′23″E / 22.28627°N 114.23974°E

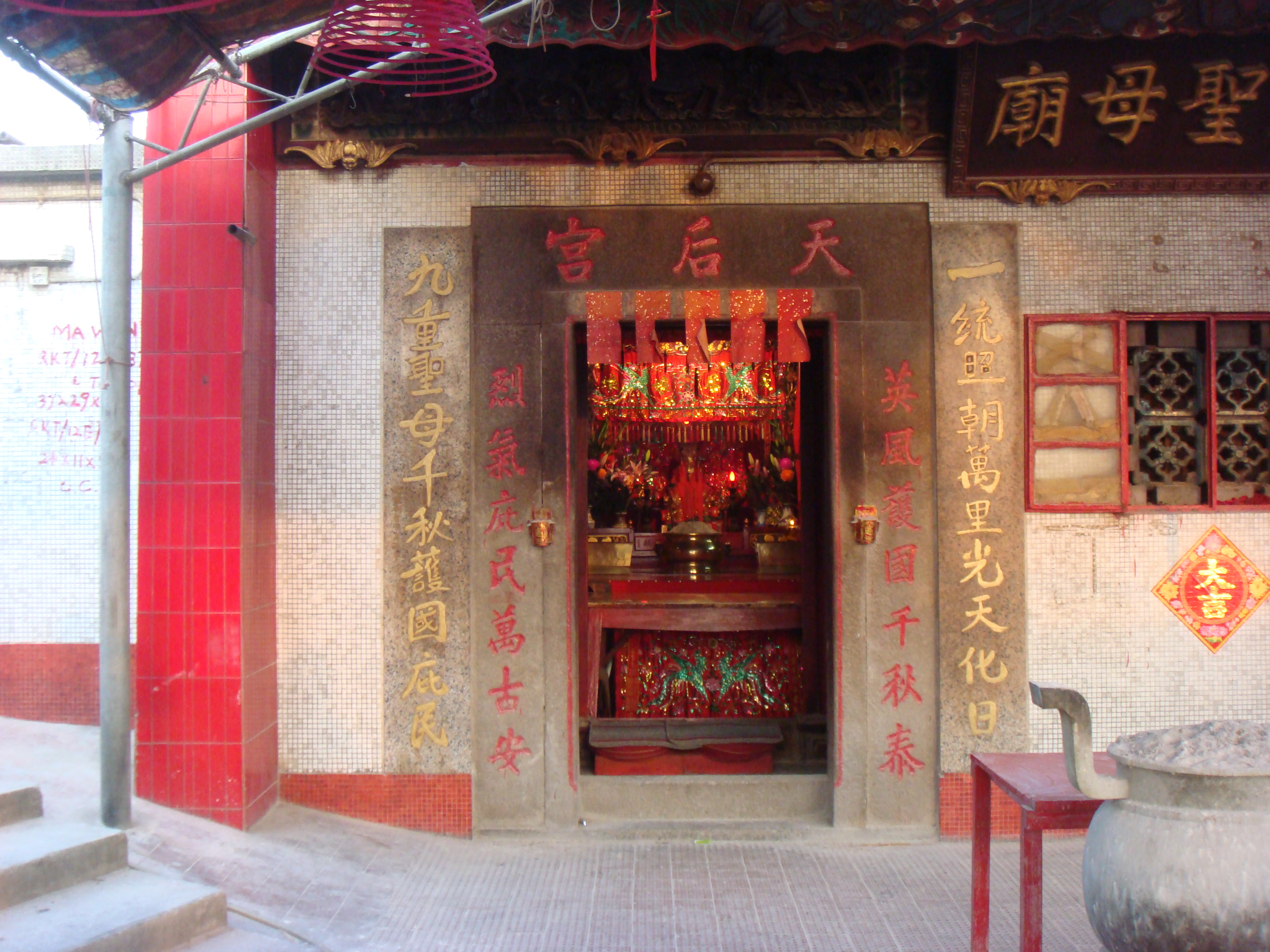
鯉魚門天后宮，位於鯉魚門海峽以北，馬山村以東，鯉魚門咀石礦場以西，在鯉魚門海旁道的東段路上

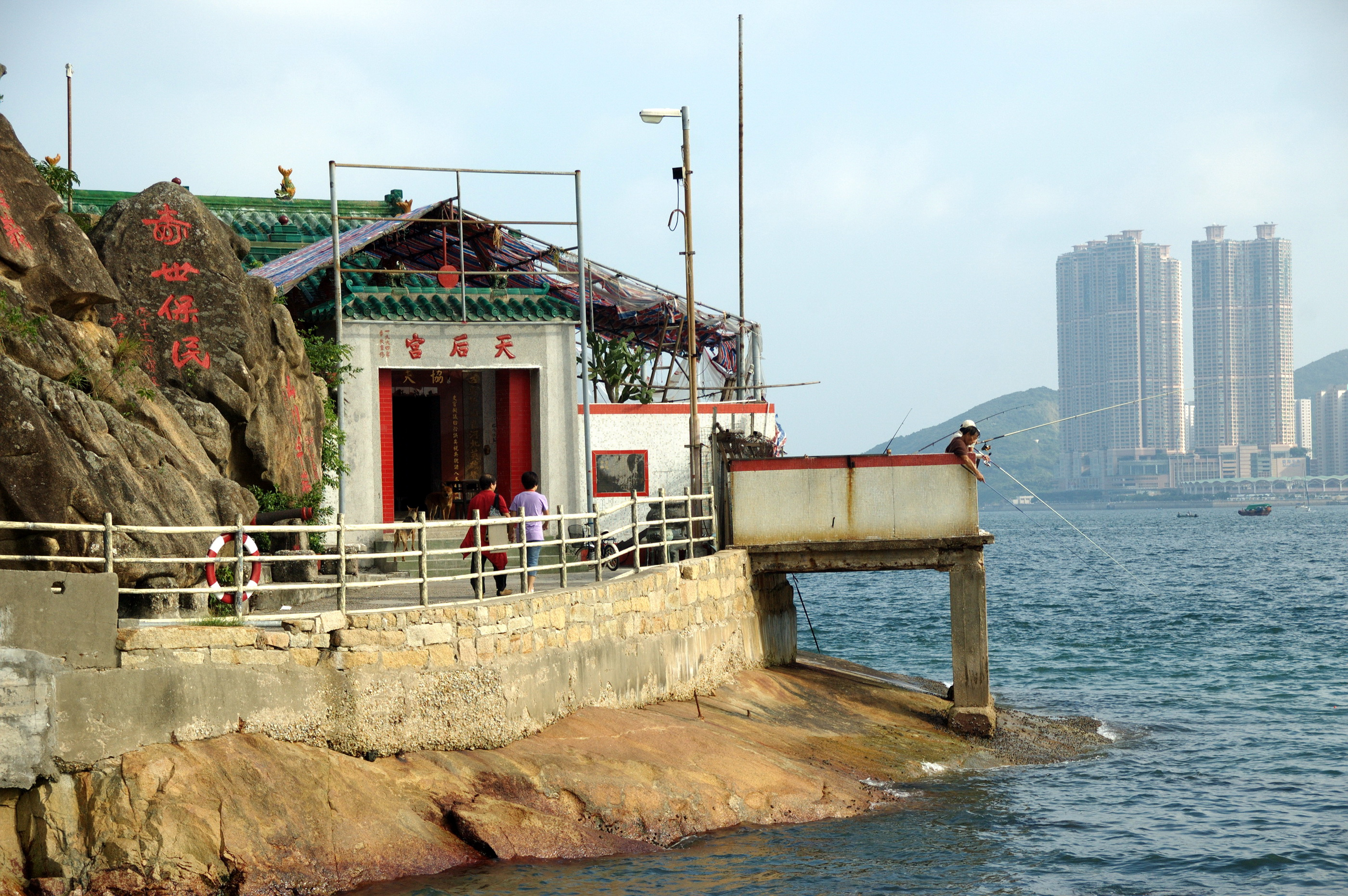
鯉魚門天后宮

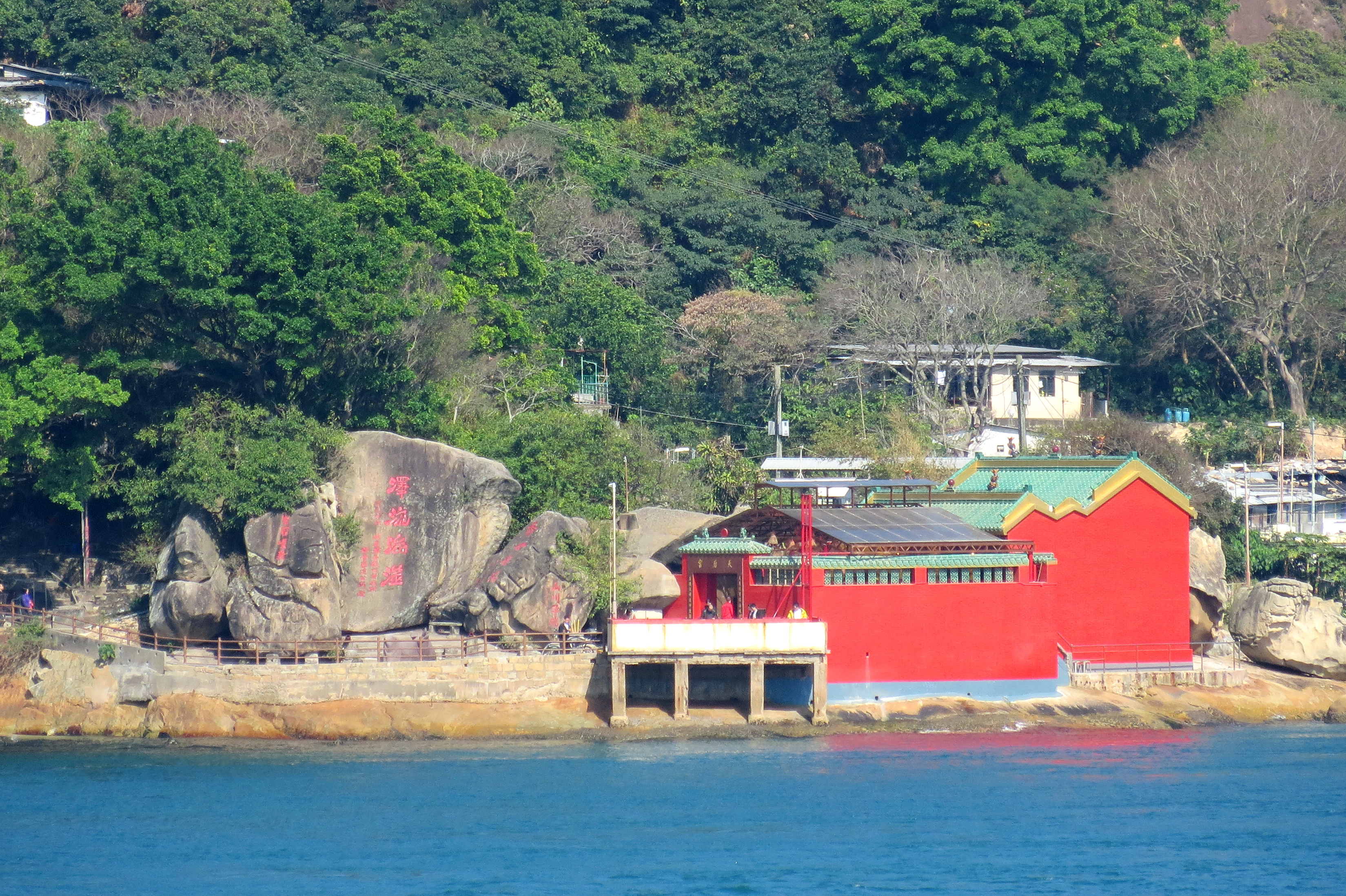
從位於對岸的香港海防博物館眺望鯉魚門天后宮

鯉魚門天后廟，又稱鯉魚門天后宮，是香港一所天后廟，位於九龍油塘鯉魚門，現被列為香港三級歷史建築。

## 歷史
鯉魚門天后廟建於清朝乾隆18年（1753年），由當時盤踞鯉魚門海域的海盜鄭連昌建成。於1953年重修時發現一碑記刻著：「天后宮，鄭連昌立廟，日後子孫管業，乾隆十八年春立。」鄭連昌是明朝鄭成功部將鄭建之孫兒。
清初，鄭成功撤退至台灣繼續進行抗清活動。鄭建卻沒有隨鄭成功遷至台灣，率領部眾退守至廣東，一些更據守香港東面海域。鄭建死後，其子孫不恥食清朝粟物，和沿海民眾勾結，漸成雄霸一方的海盜。
鯉魚門天后廟建於山腳近海濱處，據稱天后廟除祀奉天后外，更作為海盜的前哨站，監視往還船隻，以防官兵進攻。該廟曾於1953年及1986年重修。在1953年的重修，天后廟旁建設「協天宮」，與天后廟合稱為「天后聖母廟」。

## 資料來源
1. ↑  香港城市大學中國文化中心. . 香港: 三聯. 2005年8月1日: 第217頁. ISBN 9789620424717 （中文）.